# Palácio dos Ventos
O Palácio dos Ventos (Hawa Mahal) é um palácio situado em Jaipur, na Índia, a cerca de trezentos quilómetros da capital de Deli. Foi construído com materiais como arenitos vermelhos e rosas, e fica na orla do Palácio da Cidade de Jaipur, e se estende até aos aposentos femininos Zenana.
O edifício foi construído em 1799 pelo marajá sauai Pratap Singh, o neto do marajá sauai Jai Singh, considerado o fundador de Jaipur, tendo se inspirado na estrutura do Palácio do Vento (Khetri Mahal). O palácio foi projetado por Lal Chand Ustad. O seu exterior de cinco andares é semelhante a um favo de mel, e possui novecentas e cinquenta e três janelas pequenas conhecidas como Jharokhas, e decoradas com reticulados intrincados. O objetivo original do projeto do reticulado era permitir que as damas reais observassem a vida quotidiana e os festivais celebrados na rua sem serem vistas, já que deveriam obedecer às rígidas regras do purdah, que as proibiam de aparecer em público sem cobrir os seus rostos. Essa característica arquitetónica também permitiu a passagem do vento através do efeito Venturi, tornando a área mais agradável durante as altas temperaturas de verão.
Em 2006, foram realizadas obras de renovação no palácio a um custo estimado de 4 568 milhões de rupias, após um intervalo de cinquenta anos. O sector corporativo ajudou na conservação dos monumentos históricos de Jaipur, com a ajuda do Consórcio Unitário da Índia.